# 罗岗镇
羅崗镇是是中华人民共和国广东省梅州市兴宁市下辖的一个乡镇级行政单位。，位於興寧北部，與河源市龍川縣交界。距離市區40公里。全鎮總面積156平方公里，人口6萬5千多人(2000年底)。下轄30個行政村和1個居委會。

## 行政区划
罗岗镇下辖以下地区：
罗岗社区、五五村、白水村、白群村、柿子坪村、蕉坑村、蕉一村、罗中村、元潘村、潘洞村、德丰村、富强村、福胜村、徐坑村、霞岚村、红星村、红旗村、坳下村、罗东村、联兴村、联东村、官庄村、高陂村、源清村、澄清村、五福村、溪联村、溪庄村、溪东村、溪一村和溪群村。

## 中国传统村落
2012年，柿子枰村被评为首批“中国传统村落”。